# State of Decay 2
State of Decay 2 ist ein Survival-Horror-Computerspiel aus dem Jahr 2018 und der Nachfolger von State of Decay.

## Spielprinzip
State of Decay 2 ist ein Survival-Horror-Spiel, das in der Third-Person-Perspektive gespielt wird und wie im Vorgänger in Zeiten einer Zombie-Apokalypse angesiedelt ist.
Gespielt wird dabei in einer offenen Spielwelt und dem Spieler ist es möglich, im Koop-Modus mit bis zu drei weiteren Spielern zu spielen. Der Spieler kümmert sich um eine kleine Gemeinschaft aus mehreren Überlebenden und gründet zu Beginn des Spiels eine Basis, um Essen, Medikamente, Munition, Materialien und Sprit zu horten. Die einzelnen Missionen beschränken sich dabei auf das Auslöschen von Zombiehorden oder die Beschaffung bestimmter Ressourcen. Dafür stehen dem Spieler mehrere Nah- und Fernkampfwaffen sowie Hilfsmittel zur Verfügung. Fortbewegen kann sich der Spieler zu Fuß oder durch die Nutzung eines Autos.
Weiterhin muss sich der Spieler um Grundbedürfnisse wie Schlaf, Ernährung und Gesundheit kümmern und die Moral der Überlebenden im Auge behalten. Eine Option das Spiel zu pausieren ist nicht gegeben. In der Basis kann der Spieler seine Spielfigur wechseln, wobei jeder dieser Figuren eigene Besonderheiten und Eigenschaften haben. Der Spieler kann mit einzelnen Enklaven handeln, für sie Aufträge aufnehmen oder neue Mitglieder für seine Gruppe gewinnen.
Das Basen-Management ermöglicht dem Spieler Krankenstationen zu errichten, Medikamente herzustellen und in Werkstätten zu werkeln (Crafting). Durch Erfolge erhält der Spieler Einflusspunkte, die für den Ausbau der Basis oder Außenposten verwendet werden können. Insgesamt stehen fünf Karten zur Verfügung.

## Entwicklung und Veröffentlichung
State of Decay 2 wird von Undead Labs entwickelt und von den Microsoft Studios vermarktet. Entwickelt wird das Spiel mit der Spiel-Engine Unreal Engine 4.
Ursprünglich sollte das Spiel bereits 2017 erscheinen. Auf der Electronic Entertainment Expo (kurz: E3) 2017 wurde allerdings bekanntgeben, dass das Spiel erst im Frühling 2018 erscheinen soll. Veröffentlicht wurde es letztendlich am 22. Mai 2018 für Microsoft Windows 10 und Xbox One. Ein Crossplay zwischen Windows- und Xbox-Nutzern ist möglich.

### Versionen und Erweiterungen
Die Ultimate-Version enthält neben der Standard-Version außerdem noch die Xbox-One-Version des Vorgängers State of Decay: Year One Survival Edition sowie das Unabhängigkeits- und das Morgengrauen-Paket.
Die Collector's Edition enthält nicht das Spiel, beinhaltet dafür aber eine Zombiemaske und weitere Sammlerstücke.
Micro Transactions sind nicht geplant, allerdings soll es Downloadable Content geben. Eine deutsche Sprachausgabe gibt es zurzeit nicht und die Übersetzung beschränkt sich auf die Bildschirmtexte.
Im Juli 2018 erschien der erste DLC mit dem Titel Independence Day, der das Spiel um einige Items erweiterte. Der DLC Daybreak erschien ca. einen Monat später und erweiterte das Spiel um einen Horde-Modus, sowie neue Items, Gegner, Belohnungen und Achievements. Im Juni 2019 wurde der DLC Heartland veröffentlicht, der das Spiel um eine Story-Kampagne erweitert. Sie erzählt die Geschichte von zwei Paaren, die die Zombie-Apokalypse überlebt haben. Ebenfalls wird die Map Trumbull Valley aus dem ersten Teil wieder spielbar. Weiterhin wurden neue Gegner, NPCs, Einrichtungen und Achievements ergänzt.

## Rezeption

### Kritiken
Das Spiel erhielt gemischte Wertungen.
Gelobt werden unter anderem die Mischung aus Zombiejagd und Basenbau, die Rollenspielelemente, die großen Karten und die Interaktion mit anderen Menschen, der Nervenkitzel und Gruselfaktor bei Plünderungstouren, der vor allem nachts auftritt und der neue Koop-Modus im Spiel.
Kritisiert werden unter anderem Spielfehler, die veraltete Grafik, die schnell vergessene Story, wenig Abwechslung im Bezug auf die Spielwelt, das Gameplay und die Detailweite im Spiel sowie wenige Neuerungen zu bereits bekannten Konzepten und Vorgängern, was dazu führen kann, dass die Langzeitmotivation gesenkt wird.

### Auszeichnungen
| Jahr | Auszeichnung           | Kategorie                  | Resultat  | Beleg         |
| ---- | ---------------------- | -------------------------- | --------- | ------------- |
| 2018 | Gamescom               | Best Add-on/DLC (Daybreak) | Nominiert | [ 26 ]        |
| 2018 | Golden Joystick Awards | Best Co-Operative Game     | Nominiert | [ 27 ] [ 28 ] |
| 2018 | Golden Joystick Awards | Xbox Game of the Year      | Nominiert | [ 27 ] [ 28 ] |